# 阿不都热西提·亚库甫
阿不都热西提·亚库甫（1964年9月—），维吾尔族人，中央民族大学教授，曾任中央民族大学中国少数民族语言文学学院院长。主要从事文献语言学、田野语言学及语言档案化等方面的研究工作。是会现代汉语，维吾尔语，俄语，英语，日语，德语，土耳其语，法语，波斯语，古代汉语，梵语，吐火罗语，中古蒙古语13种语言的著名语言学家。入选中华人民共和国教育部2008年度"长江学者"特聘教授，曾就读于京都大学并取得他的第一个博士后。